# Borgo Parrini
Borgo dei Parrini è una piccola frazione rurale situata all'interno del comune di Partinico (PA) in Sicilia, Italia.
Fondata dai padri Gesuiti nel XVII secolo, da cui prende il nome (in siciliano, parrini significa 'padri'/'sacerdoti'). Il recente intervento di un imprenditore locale ha trasformato il piccolo borgo agricolo, in parte decadente, in un angolo con eccentriche abitazioni vagamente ispirate allo stile di Antoni Gaudí. Questo intervento sta destando un crescente interesse turistico negli ultimi anni.

## Storia
Borgo dei Parrini nasce agli inizi del '600, quando i sacerdoti della Compagnia di Gesù, detti in dialetto siciliano "parrini", decisero di comprare dei terreni vicino a Partinico.
Agli inizi del 1700, i Gesuiti costruirono torrette di avvistamento, magazzini, case e una piccola chiesa dedicata a Maria Santissima del Rosario. L'Ordine dei Gesuiti fu soppresso e la proprietà passò al principe francese Henri d'Orléans.
Nel secondo dopoguerra la maggior parte della popolazione locale si trasferì nelle città, e di conseguenza il borgo rimase in parte abbandonato. Il degrado avvenuto perdurò fino alla fine degli anni Novanta, quando, per iniziativa dell'imprenditore Giuseppe Gaglio, ha lentamente preso il via un recupero "originale" che ha coinvolto il piccolo borgo.

## Monumenti e luoghi d'interesse

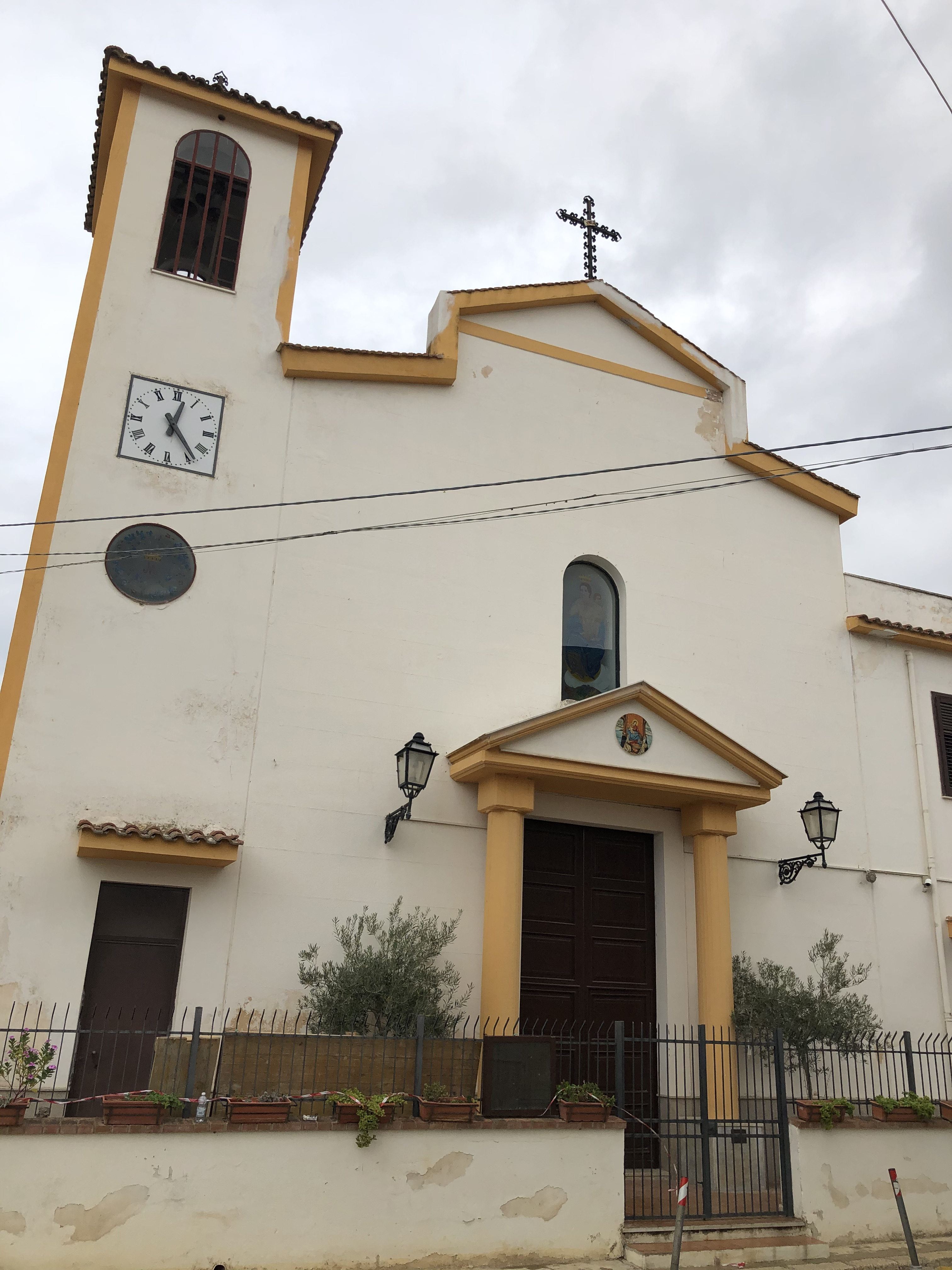
La Parrocchia di Maria Santissima del Rosario

- Parrocchia Maria SS.ma del Rosario

Vari recentissimi murales, vagamente ispirati ai lavori di Gaudí, sono visibili sulle pareti esterne dei caseggiati ristrutturati. 
Esiste una piccola esposizione privata permanente sulla tecnica realizzativa dei dipinti del carretto siciliano.